# Szentbalázs, Somogy
Szentbalázs  este un sat în districtul Kaposvár, județul Somogy, Ungaria, având o populație de 333 de locuitori (2011). 

## Demografie
Componența etnică a satului Szentbalázs
     Maghiari (94,24%)
     Romi (5,76%)
Componența confesională a satului Szentbalázs
     Romano-catolici (58,26%)
     Fără religie (12,31%)
     Reformați (3,6%)
     Luterani (1,2%)
     Necunoscută (24,62%)
Conform recensământului din 2011, satul Szentbalázs avea 333 de locuitori. Din punct de vedere etnic, majoritatea locuitorilor (94,24%) erau maghiari, cu o minoritate de romi (5,76%).  Din punct de vedere confesional, majoritatea locuitorilor (58,26%) erau romano-catolici, existând și minorități de persoane fără religie (12,31%), reformați (3,6%) și luterani (1,2%). Pentru 24,62% din locuitori nu este cunoscută apartenența confesională.